# Sofja Vasiljevna Kovalevska
Sofja Vasiljevna Kovalevska (rusko Со́фья Васи́льевна Ковале́вская), rojena Korvin-Krukovska (Корвин-Круковская), ruska matematičarka, pisateljica in borka za ženske pravice, * 15. januar (3. januar, ruski koledar) 1850, Moskva, Ruski imperij (sedaj Rusija),  † 10. februar 1891, Stockholm, Švedska.
Sofja Kovalevska je najbolj znana po svojih doprinosih k analizi, parcialnim diferencialnim enačbam in mehaniki. Znana je po svojih delih s področja eliptičnih integralov, Abelovih integralov in uporabi matematike pri problemih iz astronomije in nebesne mehanike. Bila je pionirka za ženske v matematiki po svetu – prva ženska, ki je prejela doktorat (v sodobnem smislu) iz matematike, ena prvih doktoric znanosti sploh, prva ženska, izbrana za redno profesorico v Severni Evropi in ena prvih žensk, ki je delala kot urednica znanstvene revije. Po zgodovinarki znanosti Ann Hibner Koblitz je bila Kovalevska »največja znana znanstvenica pred dvajsetim stoletjem«.:255
Zgodovinar matematike Roger Lee Cooke je zapisal:
... bolj ko razmišljam o njenem življenju in razmišljam o razsežnosti njenih dosežkov, postavljenih proti teži ovir, ki jih je morala premagati, bolj jo občudujem. Zame je prevzela junaški status, ki ga je doseglo zelo malo drugih ljudi v zgodovini. Da bi se podala v akademsko sfero, v svet, ki ga skoraj nobena ženska še ni raziskala, in da je bila posledično predmet radovednega pregleda, medtem ko je dvomljiva družba gledala in napol pričakovala njen neuspeh, zahtevala izjemen pogum in odločnost. Da je dosegla, kot je dosegla, vsaj dva vrelika rezultata, ki sta trajna vrednost za akademski študij, je dokaz velikega talenta, razvitega z železno disciplino.— :1
Bila je najslavnejša Weierstrassova učenka. Bila je tuja dopisna članica Sanktpeterburške akademije znanosti. Za delo Problem o vrtenju trdega telesa okrog nepremične točke (Задача о вращении твёрдого тела вокруг неподвижной точки) iz leta 1888 je prejela Bordinovo nagrado Francoske akademije znanosti leta 1888. Za drugo delo na isto temo je leta 1889 prejela nagrado Kraljeve švedske akademije znanosti. Ukvarjala se je tudi s književnostjo. Napisala je povest Nihilistka (Нигилистка) (1884) in knjigo Spomini na otroštvo (Воспоминания детства) (1889, prvič v ruščini – 1890).
Karen D. Rappaport je zapisala:
[...] Nekako so njeni številni dosežki pozabljeni. V tistih nekaj primerov, ko se njeno delo ni izgubilo, so ga očrnile takšne študije, kot je
zgodovina matematike devetnajstega stoletja Felixa Kleina. Klein zavrača delo Kovalevske na naslednji način: »Njena dela so narejena v slogu Weierstrassa in tako človek ne ve, kako veliko njenih lastnih zamisli je v njih.«:294 V vseh njenih raziskavah in zaslugah najde nekaj narobe, pripisuje ji zasluge le z enim pozitivnim dosežkom – da je prek njunih korespondenc Weierstrassa izvlekla iz njegove lupine. Čas je, da ta zapis popravimo in pustimo, da dejstva govorijo sama zase.— :564
Njena starejša sestra je bila socialistka in feministka Anne Jaclard (Ana Vasiljevna Žaklar).
Obstaja več alternativnih prečrkovanj njenega imena. V svojih akademskih publikacijah je sama rabila različico Sophie Kowalevski (ali občasno Kowalevsky in Kowalewsky).

## Življenje

### Ozadje, mladost in zgodnje izobraževanje
Kovalevska se je rodila v Moskvi, na mestnem posestvu delavnice Alekseja Strelcova, kot druga od treh otrok, poleg starejše sestre Ane (Anjute) in mlajšega brata Fjodorja (Fedje). Njen oče generalporočnik Vasilij Korvin-Krukovski (1803–1875) je tedaj služil v Ruski cesarski vojski kot načelnik moskovskega artilerijskega arzenala pred upokojitvijo v Polibinu, na družinskem posestvu v Nevelskem ujezdu Vitebske gubernije (sedaj vas Polibino v Velikoluškem rajonu Pskovske oblasti) leta 1858, ko je bilo Kovalevski osem let. Bil je pripadnik manjšega plemstva, mešanega (belo)rusko-poljskega rodu (Poljak po očetovi strani), z možnimi delnimi predniki iz madžarske kraljeve družine Korvin in je služil kot maršal plemstva za Vitebsko gubernijo. (Morda je bilo po očetovi strani tudi nekaj romskih prednikov.) Med letoma 1855 in 1858 je služil v Kalugi.
Njena mati Jelizaveta Fjodorovna Šubert (Schubert) je izhajala iz družine nemških emigrantov v Sankt Peterburg, ki so živeli na Vasiljevskem otoku. Njen praded po materini strani je bil matematik, astronom, geograf in popularizator znanosti Friedrich Theodor Schubert (Фёдор Иванович Шуберт) (1758−1825), ki je emigriral v Rusijo iz Nemčije okoli leta 1785 za časa vladanja Katarine II.. Postal je stalni član Sanktpeterburške akademije znanosti in predstojnik astronomskega observatorija. Njegov sin, ded Kovalevske po materini strani, je bil pehotni general in geodet Teodor Friedrich Schubert (Фёдор Фёдорович Шуберт) (1789−1865), ki je bil vodja vojaške topografske službe, častni član Ruske akademije znanosti in tudi direktor muzeja Kunstkamera.
V zgodnjem otroštvu je živela v različnih krajih v Rusiji, saj se je njen oče zaradi službe pogosto selil iz kraja v kraj.:10 Kot se je spominjala, je odraščala kot »divji« otrok – bila je sramežljiva tako do gostov kot do tujcev, občasno pa je doživljala občutek hrepenenja, »občutek bližajoče se teme«. Že v zgodnjem otroštvu je »razvila prepričanje«, da je v družini neljubljena – za razliko od starejše sestre Ane in mlajšega brata Fedje. Takšne misli so se v njej večinoma porajale kot posledica preslišanih pogovorov njene varuške z deklico Fjoklo, ki je bila otrokom dodeljena »za storitve«. Varuška je povedala, da se je Sofja rodila »ob napačnem času«: dobesedno na predvečer njenega rojstva je Sofjin oče izgubil toliko, da je bilo »treba zastaviti damske diamante.« Poleg tega sta starša upala, da se bo rodil fant, in po rojstvu deklice je bila »gospa tako razburjena, da je ni hotela niti pogledati.« Ista varuška treh otrok je Sofjo imela za »svojo hišno ljubljenko«, imela jo je rada bolj kot druge in dejala, da jo sama doji, ker »drugim ni bilo mar zanjo«. Kovalevska je zapisala, da se je ob varuški počutila najbolj srečno – kljub temu, da je pogosto pripovedovala zgodbe o črni smrti, volkodlaku in dvanajstglavi kači, ki je pri deklici povzročila grozo – »neodgovorno, dih jemajočo ...«:12–15 Kovalevska je na dednem družinskem posestvu v Polibinu preživela skoraj vsa svoja otroška leta.
Starša Kovalevske sta ji nudila dobro zgodnje izobraževanje. V različnih časih so bile njene guvernante materne govorke angleščine, francoščine in nemščine. Dolga leta jo je vzgajala angleška guvernanta Margarita Francevna Smit (Margaret Smith) (1826–1914), ki je bila po spominih Kovalevske po naravi »trda, energična in nepopustljiva« in je izkusila »potrebo po moralni lastnini«. Kovalevska je priznala, da je guvernanta ljubila svojo učenko na svoj način, vendar je bila ta ljubezen »težka, ljubosumna, zahtevna in brez vsakršne nežnosti«.:35 Po življenju pri Korvin-Krukovskih je odšla živet k družini Šubert v Sankt Peterburg.
Kot se je spominjala Kovalevska v svojih Spominih iz otroštva, se je njeno zanimanje za matematiko pojavilo iz dveh razlogov: prvič, njen ljubljeni stric Peter Vasiljevič Korvin-Krukovski, starejši brat njenega očeta, s katerim se je rada »pogovarjala o najrazličnejših stvareh«, medtem ko se je stric, ki ji je bil zelo všeč, z njo pogovarjal kot z odraslo osebo – od njega je na primer prvič slišala za kvadraturo kroga in asimptoto.
Ko je bila stara 11 let, jo je navdušil pogled na to, česar se bo naučila pozneje pri pouku računanja. Drugi razlog je imenovala »nenavadna okoliščina« – ob selitvi v Polibino za eno od otroških sob ni bilo dovolj tapet – in stena je bila oblepljena s stranmi iz tiskane izdaje predavanj o diferencialnem in integralnem računu Mihaila Ostrogradskega, ki so ostale iz študentskih dni njenega očeta. V tej obliki je soba ostala več let – in Kovalevska je, kot se je spominjala, cele ure preživela pred to »skrivnostno« steno, zaradi česar so se ji številne formule in besedne zveze tako vtisnile v spomin, da so se ji pozneje, ko je pri 15-ih letih začela preučevati diferencialni račun, nekateri matematični pojmi zdeli presenetljivo lahki, kot da bi jih »znala vnaprej«.:42–43
Zasebno jo je poučeval elementarno matematiko Josif Ignatjevič Malevič (1813–1898), sin malega plemiča, ki je vse življenje delal kot domači učitelj in mentor, poučeval po obsežnem programu in otrokom dajal precej trdno znanje.:511 V Polibinu je živel devet let. Decembra 1890 je v reviji Russkaja Starina objavil spomine o svoji učenki.
Fizik Nikolaj Tirtov (1822–1888) je opazil njeno nenavadno sposobnost, ko ji je uspelo razumeti njegov osnovni učbenik fizike tako, da je sama odkrila približno konstrukcijo trigonometričnih funkcij, s katerimi se v študiju še ni srečala. Tirtov je bil blizu družine Korvin-Krukovski na posestvu v Polibinu. Ko je bila Kovalevska stara približno štirinajst let, je njenemu očetu podaril svoj tedaj slavni učbenik Osnovni tečaj fizike (Элементарный курс физики) v dveh delih. Učbenik je deklici prišel v roke in začela ga je izučevati sama. V razdelku za optiko se je srečala z neznanimi pojmi sinusa, kosinusa in tangente. Začela je razmišljati o skrivnostnih formulah in razkrila njihov pomen. Tirtov je bil presenečen, ko se je prepričal, da je mlada Kovalevska poustvarila najpreprostejše izreke trigonometrije. Imenoval jo je »novi Pascal«. Deklico je navdušeno pohvalil njenemu očetu in svetoval generalu, naj Sofji omogoči študij višje matematike in ji kot učitelja priporočil študenta Morskega kadetskega korpusa v Sankt Peterburgu, mornariškega poročnika Aleksandra Strannoljubskega (1839–1903), pozneje znanega učitelja, ki je naredil veliko za razvoj javnega šolstva in visokega šolstva za ženske v Rusiji. Kovalevska je z njim študirala približno tri leta med svojimi potovanji v Sankt Peterburg. Ta epizoda iz biografije Kovalevske je splošno znana. V istem obdobju je sin lokalnega duhovnika predstavil njeni sestri Ani progresivne ideje, na katere je vplivalo radikalno gibanje iz 1860-ih, in ji priskrbel izvode tedanjih radikalnih revij, ki so razpravljale o ruskem nihilizmu.
Čeprav je bila beseda nihilist (нигилист) pogosto rabljena v negativnem pomenu, za mlade Ruse iz 1860-ih (šestdesetniki (шестидесятники)) ni imela takega pomena:
Potem ko je slavni pisatelj Ivan Turgenjev z besedo nihilist označil Bazarova, mladega junaka svojega romana Očetje in sinovi iz leta 1862, je določen segment »novih ljudi« prevzel tudi to ime, kljub negativnim konotacijam v večini krogov. .. Za nihiliste se je znanost zdela najučinkovitejše sredstvo za pomoč množici ljudi do boljšega življenja. Znanost je premaknila meje religije in vraževerja ter s teorijo evolucije »dokazala«, da so bile (mirne) družbene revolucije pot narave. Za zgodnje nihiliste je bila znanost tako rekoč sinonim za resnico, napredek in radikalizem – zato se na prizadevanje za znanstveno kariero nikakor ni gledalo kot na oviro za družbeni aktivizem. Pravzaprav je bil viden kot pozitivna spodbuda progresivnim silam, dejaven udarec proti zaostalosti.— Ann Hibner Koblitz:2–4
Leta 1867 je z družino odpotovala v Nemčijo in Švico.
Navkljub svoje očitne nadarjenosti za matematiko ni mogla zaključiti svojega izobraževanja v Rusiji. V tistem času ženske niso smele študirati na univerzah v Rusiji in v večini drugih držav. Da bi lahko študirala v tujini, je potrebovala napisano dovoljenje od očeta (ali moža). Oče ni hotel dati dovoljenja, ker ni želel nadalje izobraževati svoje hčerke. Zaradi tega je 27. (15.) septembra 1868 sklenila »navidezno poroko« z Vladimirjem Kovalevskim, mladim študentom paleontologije, knjižnim založnikom in radikalcem, ki je prvi prevedel in objavil dela Charlesa Darwina v Rusiji. Leta 1869 sta se iz Rusije preselila v Nemčijo, po kratkem postanku na Dunaju, da bi nadaljevala višji študij. Kovalevski ni predvideval, da se bo sčasoma zaljubil v svojo izmišljeno ženo.

### Poroka in študentska leta
Aprila 1869 po kratkem postanku na Dunaju, kjer je poslušala predavanja iz fizike na univerzi, sta se preselila v Heidelberg. Z velikimi prizadevanji ji je uspelo pridobiti dovoljenje za revizijo pouka z dovoljenjem profesorjev na Univerzi v Heidelbergu. Tam je obiskovala tečaje fizike in matematike pri profesorjih, kot so Hermann von Helmholtz, Gustav Kirchhoff, Robert Bunsen in Paul du Bois-Reymond.:87–89 Študirala je tudi pri Leu Königsbergerju eliptične funkcije. Vladimir je medtem šel naprej na Univerzo v Jeni, da bi doktoriral iz paleontologije.
Oktobra 1869, kmalu po obiskovanju tečajev v Heidelbergu, je z Vladimirjem obiskala London, ki je preživel čas s svojima kolegoma Thomasom Huxleyjem in Charlesom Darwinom, njo pa so povabili na nedeljske salone George Eliot. Tam je pri devetnajstih spoznala Herberta Spencerja in se na pobudo Eliotove udeležila razprave o »sposobnosti žensk za abstraktno misel«. Čeprav o podrobnostih njunega pogovora ni zapisa, je tedaj ravno končala s predavanjem v Heidelbergu o mehaniki in je morda le omenila Eulerjeve enačbe, ki veljajo za gibanje togega telesa (glej naslednji razdelek). Eliotova je tedaj pisala roman Middlemarch, v katerem se najde izjemen stavek: »Skratka, ženska je bila težava, ki, ker je bil um gospoda Brookea pred njim prazen, težko da bi bila manj zapletena kot vrtenje nepravilnega trdnega telesa.« To je bilo veliko prej preden je Kovalevska dala svoj opazen prispevek »vrtavke Kovalevske« h kratkemu seznamu znanih primerov integrabilnega gibanja togega telesa (glej naslednji razdelek).
Oktobra 1870 je po Königsbergerjevem nasvetu Kovalevska odšla v Berlin, kjer je začela obiskovati zasebne lekcije pri Karlu Weierstrassu. Po pravilih univerze ženske niso smele poslušati predavanj. Univerza ji ni dovolila niti revizijskega študija. Toda Weierstrass, ki ga je zanimalo odkrivanje matematičnih talentov Kovalevske, je nadzoroval njen študij. Bil je zelo navdušen nad njenimi matematičnimi sposobnostmi in jo je v naslednjih treh letih učil isto snov, ki je obsegala njegova predavanja na univerzi.
Sočustvovala je z revolucionarnim bojem in idejami anarhizma, zato je aprila 1871 skupaj z možem Vladimirjem na kratko odpotovala v oblegani Pariz, da bi pomagala v Pariški komuni, kjer je spremljala poškodovane komunarde, njena sestra Anjuta pa je delovala v komuni.:104–106 S padcem komune so Anjuto in njenega moža Victorja Jacarda, ki je bil vodja kontingenta nacionalne garde Montmartre in ugleden blanquist, aretirali. Čeprav je Anjuta uspela pobegniti v London, so Jacarda obsodili na usmrtitev. Vendar jima je s pomočjo Sofjinega in Anjutinega očeta generala Krukovskega, ki je nujno prišel v Pariz pomagat Anjuti in pisal Adolphu Thiersu s prošnjo za pomilostitev, uspelo rešiti Jaclarda.:107–108
Emancipirani prijatelji Kovalevske niso odobravali njene intimnosti z izmišljenim zakoncem. Bila sta prisiljena živeti v različnih stanovanjih in različnih mestih. Ta položaj je močno obremenjeval oba. Leta 1874 sta se iz neznanega razloga, morda zaradi smrti njenega očeta, odločila, da bosta več let preživela skupaj kot pravi zakonski par. Štiri leta pozneje se jima je 17. (5.) oktobra rodila hčerka edinka Sofja Vladimirovna Kovalevska. 
Hči je leta 1901 vstopila na Ženski medicinski inštitut v Sankt Peterburgu – prvo medicinsko izobraževalno ustanovo, zasnovano posebej za ženske, kjer je diplomirala 5. marca 1907 in po ordinaturi v Sokolniški bolnišnici v Moskvi postala zdravnica.
Kovalevska se je vrnila v Berlin in nadaljevala študij pri Weierstrassu še tri leta. Leta 1874 je na Univerzi v Göttingenu kot doktorsko disertacijo predstavila tri prispevke – O teoriji parcialnih diferencialnih enačb (Zur Theorie der partiellen Differentialgleichungen), O redukciji enega razreda Abelovih integralov 3. ranga na eliptične integrale in Dopolnitve in pripombe k Laplaceovi raziskavi o obliki Saturnovih obročev. Z Weierstrassovo podporo ji je to prineslo doktorat iz matematike z najvišjo odliko, potem ko je Weierstrassu uspelo, da jo je izvzel iz običajnih ustnih izpitov.
Tako je postala prva ženska, ki je prejela doktorat (v sodobnem pomenu besede) iz matematike. Njen prispevek o parcialnih diferencialnih enačbah vsebuje tisto, kar je sedaj splošno znano kot izrek Cauchyja in Kovalevske, ki dokazuje obstoj in analitičnost lokalnih rešitev takšnih enačb pod ustrezno določenimi začetnimi/mejnimi pogoji.

### Zadnja leta v Nemčiji in na Švedskem
Leta 1874 sta se Kovalevska in njen mož Vladimir vrnila v Rusijo, vendar Vladimirju zaradi svojih radikalnih prepričanj ni uspelo zagotoviti profesorskega mesta. (Kovalevske zaradi njenega spola nikoli ne bi obravnavali za tak položaj.) V tem času sta poskusila različne sheme za preživljanje, vključno z razvojem nepremičnin in sodelovanjem z naftno družbo. Toda v poznih 1870-ih sta razvila finančne težave, ki so privedle do bankrota.
Po skoraj dveh letih, posvečenih vzgoji svoje hčerke, je Kovalevska Fufo dala v varstvo sorodnikov in prijateljev, nadaljevala z delom v matematiki in zapustila Vladimirja, kar bi bilo zadnjič. V tem času je delovala s francoskimi matematiki Charlesom Hermiteom, Émilom Picardom, Henrijem Poincaréjem in Josephom Bertrandom. Bila je dejavna udeleženka matematičnega življenja v Parizu in Berlinu, ni pa imela nikakršnega uradnega položaja.
Vladimir, ki je vedno trpel zaradi močnih nihanj razpoloženja, je postal bolj nestabilen. 27. aprila 1883 je z vdihavanjem kloroforma storil samomor, soočen s poslabšanjem nihanja razpoloženja in možnostjo, da ga bodo preganjali zaradi svoje vloge v borzni goljufiji. Tragično novico je Kovalevska izvedela v Parizu, kjer je kot novoizvoljena članica Francoskega matematičnega društva poročala o nekaterih svojih raziskavah. Žalostna zaradi smrti svojega moža se je krivila za to, kar se je zgodilo, in šele v začetku julija, ko se je nekako opomogla od šoka, našla moči, da je prišla v Berlin k Weierstrassu.
Tistega leta novembra si je Kovalevska s pomočjo matematika Göste Mittag-Lefflerja, ki ga je poznala kot Weierstrassovega soštudenta, uspela zagotoviti mesto privatne docentke na Univerzi v Stockholmu na Švedskem. Kovalevska je spoznala Mittag-Lefflerjevo sestro, igralko, romanopisko in dramaturgijo Anne Edgren-Leffler. Vse do smrti Kovalevske sta bili tesni prijateljici.
Leta 1884 so Kovalevsko imenovali na petletno mesto profesorice ekstraordinarijke (izredne profesorice v sodobni terminologiji) in postala je urednica skandinavske znanstvene revije Acta Mathematica. Leta 1888 je prejela Bordinovo nagrado Francoske akademije znanosti za svoje delo Razprava o posameznem primeru problema vrtenja togega telesa okrog nepomične točke, kjer se integracija izvaja z uporabo ultraeliptičnih funkcij po času. (Mémoire sur un cas particulier du problème de la rotation d'un corps pesant autour d'un point fixe, où l'integration s'effectue à l' aide des fonctions ultraelliptiques du temps). Njena predložitev je vsebovala slavno odkritje tega, kar je zdaj znano kot vrtavka Kovalevske, za katerega se je pozneje izkazalo, da je edini drug primer gibanja togega telesa, ki je »popolnoma integrabilen«, razen vrtavk Eulerja, Lagrangea, Gorjačeva in Čapligina.:159
Junija 1889 so Kovalevsko imenovali za dosmrtno profesorico ordinarijko (redno profesorico) na katedri za analizo na Univerzi v Stockholmu. Tako je bila prva ženska v Evropi v sodobnem času, ki je imela tak položaj.:218 Po dolgem lobiranju v njenem imenu (in spremembi pravil Akademije) so jo 29. decembra 1889 na pobudo Pafnutija Čebišova imenovali za dopisno članico Sanktpeterburške akademije znanosti, profesorskega mesta v Rusiji pa ji niso nikoli ponudili.
Od jeseni 1884 do jeseni 1890 je Kovalevska predavala na univerzi naslednje predmete: Teorija parcialnih diferencialnih enačb, Teorija algebrskih funkcij po Weierstrassu, Elementarna algebra, Teorija Abelovih funkcij po Weierstrassu, Teorija potencialnih funkcij, Teorija gibanja togega telesa, O krivuljah, določenih z diferencialnimi enačbami, po Poincareju, Teorija funkcij theta po Weierstrassu, Aplikacije teorije eliptičnih funkcij, Teorija eliptičnih funkcij po Weierstrassu, Teorija parcialnih diferencialnih enačb, Uporaba analize v teoriji celih števil.:312
Kmalu je obvladala švedski jezik in v tem jeziku objavila svoja matematična in literarna dela (roman Družina Voroncovih).
Kovalevska, ki se je vključila v progresivne politične in feministične tokove ruskega nihilizma poznega 19. stoletja, je napisala tudi več nematematičnih del, vključno s spomini Spomini na otroštvo, dve drami (v sodelovanju z vojvodinjo Anne Edgren-Leffler) in delno avtobiografsko povest Nihilistka (1890).
Leta 1889 se je Kovalevska zaljubila v Maksima Kovalevskega, daljnega sorodnika njenega pokojnega moža, vendar je vztrajala, da se ne poroči z njim, ker se ne bi mogla ustaliti in živeti z njim.:251:18 Maksim Kovalevski je Rusijo zapustil zaradi preganjanja vlade.:266 Kovalevska ga je povabila k sebi v Stockholm in mu zagotovila dohodek s predavanji na lokalni univerzi.
Kovalevska je umrla zaradi epidemije gripe, ki jo je zapletla virusna pljučnica leta 1891 pri enainštiridesetih letih, potem ko se je z Maksimom 23. januarja vrnila s počitnic v Nici.:231 Pokopana je v Solni na Švedskem, na pokopališču Norra begravningsplatsen.
Matematični rezultati Kovalevske, kot je izrek Cauchyja in Kovalevske, in njena pionirska vloga matematičarke na področju, kjer prevladujejo skoraj izključno moški, so vodili do nastanka več knjig, vključno z biografijo Ann Hibner Koblitz, biografijo v ruščini Pelageje Kočine (v angleščino prevedel Michael Burov z naslovom Love and Mathematics: Sofya Kovalevskaya, Mir Publishers, 1985) in knjigo o njeni matematiki Rogerja Cookea.

## Znanstveno delo
Kovalevska je objavila deset člankov iz matematike in fizike, od katerih sta bila dva po vsebini enaka, razlikovala sta se le v jeziku. Šele v sovjetskem obdobju so prevedli vse njene znanstvene članke v ruščino in jih leta 1948 zbrali v knjigo.

### Teorija parcialnih diferencialnih enačb
Od treh člankov, ki jih je za disertacijo doktorice filozofije predložila Univerzi v Göttingenu, je bil najpomembnejši o teoriji parcialnih diferencialnih enačb iz leta 1875, in velja sedaj za prvi pomembnejši rezultat v splošni teoriji parcialnih diferencialnih enačb. S tega področja je leta 1842 Augustin Cauchy objavil štiri članke o integriranju diferencialnih enačb z začetnimi pogoji. Dokazal je obstoj analitičnih rešitev problema za navadne diferencialne enačbe in določen razred linearnih parcialnih diferencialnih enačb. Pokazal je tudi kako se lahko nelinearni sistem reducira na ta primer.
Kovalevska je dokazala eksistenčni izrek za analitično (holomorfno) rešitev navadne diferencialne enačbe, ki izpolnjuje dane začetne pogoje, najprej za kvazilinearni sistem parcialnih diferencialnih enačb, nato pa za splošni nelinearni sistem poljubnega reda v normalni formi, z redukcijo na kvazilinearni sistem. Pri tem je uporabila metodo majorant, kjer se funkcija {\displaystyle f(x,y)\!\,} v diferencialni enačbi:
{\displaystyle {\frac {\mathrm {d} y}{\mathrm {d} x}}=f(x,y)\!\,}
z začetnim pogojem:
{\displaystyle y=y_{0}\qquad {\text{ in }}\qquad x=x_{0}\!\,},
nadomesti z majoranto {\displaystyle F(x,y)\!\,} – z enostavno analitično funkcijo, katere razvoj v potenčno vrsto z nenegativnimi koeficienti in večjimi ali enakimi absolutni vrednosti koeficientom odgovarjajoče funkcije. Nato se enačba z majoranto:
{\displaystyle {\frac {\mathrm {d} y}{\mathrm {d} x}}=F(x,y)\qquad y(0)=a\qquad (a=y_{0})\!\,}
integrira eksplicitno in odgovarjajoča rešitev je majoranta za rešitev Cauchyjevega problema (z {\displaystyle x_{0}=0\!\,}). Metodo majorizacije vrst (po Cauchyju imenovano »račun limit«) je uvedel Cauchy leta 1839 za rigorozni dokaz izreka o implicitnih funkcijah za holomorfne funkcije. Kovalevska je uporabila majoranto iz Weierstrassovih predavanj oblike:
{\displaystyle {\frac {\mathrm {d} y}{\mathrm {d} x}}={\frac {M}{1-{\frac {\displaystyle {x+y}}{\displaystyle {a}}}}},\!\,}
kjer sta {\displaystyle M\!\,} in {\displaystyle a\!\,} konstanti. Pri tem kakor Weierstrass ni poznala predhodnega Cauchyjevega dela.
Zgleda sta enorazsežna difuzijska enačba ali toplotna enačba (homogena linearna parcialna diferencialna enačba 2. reda s konstantnimi koeficienti paraboličnega tipa) za holomorfno funkcijo {\displaystyle u(x,t)\!\,} dveh kompleksnih spremenljivk {\displaystyle x\!\,} in {\displaystyle t\!\,}:
{\displaystyle {\frac {\partial u}{\partial t}}-k{\frac {\partial ^{2}u}{\partial x^{2}}}=0\!\,,}
pri {\displaystyle k=1\!\,} in z začetnim pogojem:
{\displaystyle u(x,t)=u_{0}(x)={\frac {1}{1+x^{2}}},\qquad {\text{ za }}t=0\!\,,}
ki ima edinstveno formalno rešitev s potenčno vrsto (razvito okrog točke {\displaystyle (0,0)\!\,}). Vendar pa ta formalna potenčna vrsta ne konvergira za nobene neničelne vrednosti {\displaystyle t\!\,}, zato v okolici izvora ni analitičnih rešitev.
Hans Lewy je leta 1956 pokazal, da izrek Cauchyja in Kovalevske ne velja bolj splošno za vse gladke funkcije (Lewyjev primer). Pokazal je, da linearna enačba:
{\displaystyle {\frac {\partial u}{\partial x}}+i{\frac {\partial u}{\partial y}}-2i\left(x+iy\right){\frac {\partial u}{\partial t}}=f(x,y,t)\!\,}
v splošnem nima rešitev za »skoraj« neskončnokrat odvedljive funkcije {\displaystyle f(x,y,t)\!\,}. Če so {\displaystyle f\!\,} analitične, izrek Cauchyja in Kovalevske zagotavlja, da rešitev obstaja. Sigeru Mizohata je leta 1962 našel, da celo preprostejša enačba:
{\displaystyle {\frac {\partial u}{\partial x}}+ix{\frac {\partial u}{\partial y}}=f(x,y)\!\,,}
odvisna od dveh realnih spremenljivk {\displaystyle x\!\,} in {\displaystyle y\!\,}, včasih nima rešitev. To je skoraj najpreprostejši možni parcialni diferencialni operator z nekonstantnimi koeficienti.

### Dinamika togega telesa
Drug zelo znani problem, ki je proslavil Kovalevsko, je problem gibanja masnega togega telesa blizu nepremične točke v dinamiki togega telesa. Zgledi takšnega gibanja so gibanje nihala in, pod določenimi pogoji, gibanje vrtavke in giroskopa. V klasični mehaniki precesija togega telesa, kot je na primer vrtavka, pod vplivom gravitacije v splošnem ni integrabilni problem. Enačbe gibanja takšnih teles imajo v splošnem tri prostostne stopnje, usmerjenost, ki jo določajo trije Eulerjevi koti. Do časa Kovalevske sta bila znana dva integrabilna primera takšnega gibanja.
Sedaj obstajajo štirje znani primeri, ki so integrabilni – Eulerjev, Lagrangeev, Kovalevske, ter Gorjačeva in Čapligina. Poleg energije, vsaka od teh vrtavk vsebuje dodatne konstante gibanja, ki vodijo do integrabilnosti. Eulerjeva vrtavka opisuje prosto vrtavko brez posebne simetrije, ki se giblje brez vpliva zunanjih sil (in navorov), kjer je nepomična točka težišče vrtavke. Pri tem se ohranjata vrtilna količina in energija. Leonhard Euler je dokazal primer, ga opisal in delno objavil leta 1750 in 1758, v celoti pa je bil objavljen leta 1765.
Lagrangeeva vrtavka je simetrična vrtavka, kjer sta dva masna vztrajnostna momenta enaka, težišče vrtavke pa leži na simetrijski osi vrtavke. Teorijo takšne vrste vrtavke je razvil Joseph-Louis Lagrange med pripravo na drugo izdajo svoje Analitične mehanike, objavljene prvič leta 1788. Po njegovi smrti so to teorijo vključili njegovi kolegi v drugo knjigo druge izdaje Analitične mehanike. Kovalevska je našla tretji popolnoma integrabilni primer takšnega telesa, kjer se integracija izvede s pomočjo hipereliptičnih funkcij po času. O gibanju togega telesa okrog nepomične točke je napisala tri članke.
Vrtavka Kovalevske je posebna simetrična vrtavka z edinim razmerjem glavnih masnih vztrajnostnih momentov, za katere velja zveza:
{\displaystyle J_{1}=J_{2}=2J_{3}\!\,,}
to je, dva glavna masna vztrajnostna momenta sta enaka, tretji pa je manjši za polovico, težišče vrtavke leži na ravnini, pravokotni na simetrijsko os (vzporedni na ravnino dveh enakih točk). Dimitrij Gorjačev je leta 1900 podal primer neholonomne vrtavke za katero je integracijo s pomočjo hipereliptičnih integralov našel leta 1901 Sergej Čapligin, kjer velja podobna zveza razmerij glavnih masnih vztrajnostnih momentov:
{\displaystyle J_{1}=J_{2}=4J_{3}\!\,.}
Njeno težišče leži na ekvatorialni ravnini skozi nepomično točko. Glavna vrtilna količina je pravokotna na smer gravitacije. Dokazano je, da ne obstaja nobena druga holonomna integrabilna vrtavka.

### Matematika
Rešila je problem o redukciji določenega razreda ultraeliptičnih (Abelovih) integralov tretjega ranga na eliptične integrale.
Delovala je tudi na področju teorije potenciala, matematične fizike, nebesne mehanike.

### Nebesna mehanika
Raziskala je Laplaceov problem o ravnotežju Saturnovih obročev in z razvojem v potenčno vrsto dobila približek 2. reda. Njeno metodo uporabe hipereliptičnih funkcij za določitev potenciala vrtečega se telesa so raziskali in visoko ocenili kasneje Henri Poincaré, Félix Tisserand, Aleksander Ljapunov, Paul Apell in Horace Lamb.

### Optika
V optiki je raziskovala dvojni lom.
O njenem življenju in matematičnih delih so ob njeni smrti napisali referate Aleksander Stoletov, Nikolaj Žukovski in Pavel Nekrasov, objavljene v reviji Matematičeskij sbornik in predstavljene na zasedanju Moskovskega matematičnega društva 19. februarja 1891.

## Literarno delo
Kovalevska je imela goreč odnos do vsega, kar jo je obdajalo, in s prefinjenim opazovanjem in premišljenostjo je imela veliko sposobnost umetniške reprodukcije tega, kar je videla in čutila. Napisala je vrsto literarnih del, med njimi več večjih.
V ruščini so se iz njenih literarnih del pojavili: Spomini na Georgea Elliota (Воспоминания о Джордже Эллиоте) (Russkaja Mislь, 1886, št. 6); družinska kronika Spomini na otroštvo (Воспоминания детства (Vѣstnikъ Evropy, 1890, št. 7 in 8); Tri dni na kmečki univerzi na Švedskem (Три дня в крестьянском университете в Швеции) (Severnyj Vestnik, 1890, št. 12); posmrtna pesem (Vѣstnikъ Evropy, 1892, št. 2); skupaj z drugimi (iz švedščine prevedena zgodba Vae victis, odlomek iz romana Na Rivieri) so se ta dela pojavila kot ločena zbirka pod naslovom Literarni spisi S. V. K. (Литературные сочинения С. В. К) (Sankt Peterburg, 1893).
V švedščini so nastali spomini o poljski vstaji leta 1863 in roman Družina Voroncovih, katerega zaplet se nanaša na obdobje nemirov med rusko mladino v poznih 1860-ih.
Leta 1884 je napisala povest Nihilistka, prvič objavljeno po njeni smrti v tujini leta 1892, najprej v švedščini, nato pa v ruščini. Zgodba prikazuje pot ruskega dekleta do nihilizma in prenaša vzdušje revolucionarnega narodniškega gibanja iz 1870-ih. Po zapletu se mlado in lepo dekle Vera, ki se je odločila posvetiti svoje življenje progresivnim idejam, poroči s prej neznanim obsojenim nihilistom in gre za njim na težko delo samo zato, da bi olajšala njegovo stisko. Zavrača vse blagoslove zaradi služenja »vzroku« in v tem vidi veliko srečo.
Za karakterizacijo osebnosti Kovalevske je še posebej zanimiv Kampen för Lyckan, tvänne paralleldramer of К. L (Stockholm, 1887), prevod v ruščino Marije Lučicke, pod naslovom: Boj za srečo. Dve vzporedni drami. Delo S. K. in A. K. Leffler (Борьба за счастье. Две параллельные драмы. Сочинение С. К. и А. К. Леффлёр) (Kijev, 1892). V tej dvojni drami, ki jo je napisala Kovalevska v sodelovanju s švedsko pisateljico Anne Edgren-Leffler, a povsem po Kovalevski je želela prikazati usodo in razvoj istih ljudi z dveh nasprotnih zornih kotov, »kako je bilo« in »kako bi lahko bilo«. Kovalevska je postavila znanstveno zamisel v osnovo tega dela. Prepričana je bila, da so vsa dejanja in dejanja ljudi vnaprej določena, hkrati pa je spoznala, da se lahko zgodijo takšni trenutki v življenju, ko se pokažejo različne priložnosti za določena dejanja, potem pa se življenje razvija v skladu s tem, kako bo nekdo izbral.
Kovalevska je svojo domnevo utemeljila na Poincaréjevem delu o diferencialnih enačbah – integrali diferencialnih enačb, ki jih obravnava Poincaré, so z geometrijskega vidika neprekinjene ukrivljene črte, ki se razvejajo le na določenih izoliranih točkah. Teorija kaže, da fenomen teče vzdolž krivulje do mesta razvejitve (bifurkacije), vendar tukaj vse postane negotovo in nemogoče je vnaprej predvideti, v katero od vej se bo pojav nadaljeval. (glej tudi teorija katastrof). Po Lefflerjevi (njeni spomini o Kovalevski En biografi öfver Sonja Kovalevski, po rokopisu prevod v ruščino Marije Lučicke in objavljeno pod naslovom Iz mojega skupnega življenja s Kovalevsko v Stockholmu (Изъ моей совмѣстной жизни съ Ковалевской въ Стокгольмѣ) v delu Киевский сборник в помощь пострадавшим от неурожая, Kijev, 1892) je v glavni ženski figuri te dvojne drame Alisi, Kovalevska upodobila sebe in veliko stavkov, ki jih je izrekla Alise, je bilo v celoti vzeto iz ust same Kovalevske. Drama dokazuje vsemogočno moč ljubezni, ki zahteva, da se zaljubljenca popolnoma prepustita drug drugemu, po drugi strani pa je vse v življenju tisto, kar mu daje le sijaj in energijo.

## Priznanja

### Poimenovanja
Dan matematike v srednji šoli Sonje Kovalevske je program za dodeljevanje donacij Združenja za ženske v matematiki (AWM), ki financira delavnice po ZDA za spodbujanje deklet k raziskovanju matematike. Čeprav AWM trenutno nima nepovratnih sredstev za podporo tega programa, številne univerze nadaljujejo program z lastnim financiranjem.
Predavanje Sonje Kovalevske vsako leto sponzorirata AWM in Društvo za industrijsko in uporabno matematiko (SIAM), namenjeno pa je izpostavitvi pomembnih prispevkov žensk na področju uporabne ali računalniške matematike.
V njeno čast so poimenovali Sklad Kovalevske, ustanovljen leta 1985 z namenom podpore ženskam v znanosti v državah v razvoju.
Po njej se imenuje udarni krater na Luni Kovalevska (latinsko Kovalevskaya). Ime je leta 1970 odobrila Mednarodna astronomska zveza. Po njej se imenuje asteroid zunanjega dela glavnega pasu 1859 Kovalevska, ki ga je 4. septembra 1972 odkrila Ljudmila Žuravljova na Krimskem astrofizikalnem observatoriju.
Ruska akademija znanosti od leta 1992 podeljuje nagrado Kovalevske. Podeljuje jo njen Oddelek matematičnih znanosti za pomembne dosežke na področju matematike.
Nemška Fundacija Alexandra von Humboldta obetavnim mladim raziskovalcem od leta 2002 vsaki dve leti podeljuje nagrado Sofje Kovalevske.
Gimnazija S. V. Kovalevske v Velikih Lukih, Pskovska oblast je izobraževalna ustanova, ustanovljena leta 1958. Častni naziv po Kovalevski nosi od leta 2000.
Progimnazija in gimnazija Sofje Kovalevske v Vilni (litovsko Vilniaus Sofijos Kovalevskajos progimnazija / gimnazija) je 49. srednja šola v mestu in so jo odprli 1. septembra 1980. Leta 1998 so šolo poimenovali po Kovalevski.
Šola Sofje Kovalevske (švedsko Sonja Kovalevsky-skolan) je nekdanje ime srednje šole (gimnazije) »Metapontum« (švedsko grundskolan Metapontum) v Stockholmu, Švedska, ustanovljene leta 1996.
Ulice v mnogih mestih v Rusiji, Ukrajini, Kazahstanu in na Švedskem nosijo ime Sofije Kovalevske. Glej Ulica Kovalevske.
Letalo Airbus A320 ruske letalske družbe Aeroflot nosi ime Sofja Kovalevska.
Edini muzej v spomin na Sofjo Kovalevsko v Rusiji se nahaja v glavni stavbi posestva Korvin-Krukovskih v vasi Polibino v Pskovski oblasti.

## V filmu in medijih
O Kovalevski so posneli več filmskih in televizijskih biografij.
- 1956 – Sofja Kovalevska, režija Josif Šapiro, v vlogi Sofje Kovalevske Jelena Junger, Lev Kolesov in Tatjana Sezenjevska.[58]
- 1983 – Hrib na temni strani Lune (Berget på månens baksida), režija Lennart Hjulström, v vlogi Sofje Kovalevske Gunilla Nyroos in Bibi Andersson kot Anne Charlotte Edgren-Leffler, vojvodinja Cajanella in sestra Göste Mittag-Lefflerja.[59]
- 1985 – Sofja Kovalevska, režija Ajan Šahmalijeva, v vlogi Sofje Kovalevske Jelena Safonova.[60]
- 2011 – Dostojevski, ruski televizijski film v 7-ih delih, režija Vladimir Hotinenko, v vlogi Sofje Korvin-Krukovske (Kovalevske) Jelizaveta Arzamasova.[61]
- Больше чем любовь na YouTube (rusko)
- Гении и злодеи na YouTube (rusko)

## V literaturi in fikciji
- 1962 – Сестры: [Повесть о С. В. Ковалевской и А. В. Жаклар]: [Для старш. возраста], Ž. I. Janovska / [Il.: L. Rubinštejn], Leningrad: Detgiz [Leningr. otd-nie], 215 str.
- 1983 – Little Sparrow: A Portrait of Sophia Kovalevsky, Don H. Kennedy, Ohio University Press, Athens, Ohio
- 2002 – Beyond the Limit: The Dream of Sofya Kovalevskaya, biografski roman matematičarke in vzgojiteljice Joan Spicci Saberhagen, založnik Tom Doherty Associates, LLC, zgodovinsko točen prikaz njenih zgodnjih zakonskih let in iskanja izobrazbe. Delno temelji na 88 pismih Kovalevske, ki jih je avtorica prevedla iz ruščine v angleščino.
- 2006 – Against the Day, roman Thomasa Pynchona. Pred izidom se je špekuliralo, da bo temeljil na življenju Kovalevske, vendar se v končanem romanu pojavlja kot manjši lik.
- 2009 – Too Much Happiness, kratka zgodba Alice Munro, objavljena v avgustovski številki revije Harper's Magazine. Kovalevska je glavni lik. Kasneje je bila objavljena v istoimenski zbirki.

## Povest
- Nihilist Girl, prevod Natasha Kolchevska z Mary Zirin; uvod Natasha Kolchevska. Modern Language Association of America (2001) ISBN 0-87352-790-9